# Corriol de la puna
El corriol de la puna (Anarhynchus alticola) és una espècie d'ocell de la família dels caràdrids (Charadriidae) que habita vores de llacs i rius de l'altiplà andí, des del centre del Perú, cap al sud, a través del centre i sud de Bolívia fins al nord de Xile i el nord-oest de l'Argentina.